# Менон (Платон)
«Мено́н» — діалог Платона, в якому викладається питання що таке чеснота, а також метод пізнання Платона через згадування. Подається як розмова між Сократом і Меноном.

## Зміст
Перша частина. Сократом ставиться проблема чи можна навчити людину чесноті. Але для цього слід знати що таке чеснота. На початку діалогу констатується безвихідність (відома також як сократівська «апорія») Менона, який задається питанням:

| «Чи можна щось шукати, не знаючи при цьому його визначення» |

чеснота не буває чоловічою чи жіночою, пов'язаною з професією або іншою належністю людини. Неправильне і визначення чесноти як бажання хорошого і здатності його творити, оскільки лиходії можуть вважати, що творять добре. Тому чеснота це не здатність творити добро, бо воно може бути несправедливим. А якщо говорити про справедливе прагнення до добра, то справедливість знову-таки залишається чимось невідомим. Тут Сократ дорікає Менону в тому, що він говорить про чесноту наче про різновид самої чесноти.

Задача про площі трикутників

Друга частина. Відкинувши всі попередні часткові підходи до благочинності, Сократ дає таке визначення: душа безсмертна, душа до свого земного життя споглядала істину, і тепер, у своєму земному житті, згадуючи бачене, вона здатна розуміти все часткове і роздроблене, в тому числі і чесноту.
Платон вдається до порівняння, говорячи про хлопчика-раба, який не знав геометрії. За допомогою простих питань Сократа цей хлопчик — хоч і не навчався, але добре розуміє в той же час, що таке квадратна фігура, — визнає, що площа квадрата зі сторонами 2 на 2 буде 4. Коли ж Сократ пропонує хлопчикові обчислити сторону вдвічі більшого квадрата, той помилково думає, що сторона подвоєного квадрата теж буде подвоєна, тобто дорівнюватиме 4. Цю помилку хлопчик визнає, Сократ проводить діагональ в квадраті з площею 4 і, побудувавши на цій діагоналі новий квадрат, що складається з чотирьох трикутних частин вихідного квадрата з площею 4, доводить хлопчика до розуміння, що сторона квадрата з площею 8 повинна складати не 4 і не 3, але дорівнювати розміру діагоналі квадрата з площею 4, яка більше 2, але менша за 3. А оскільки хлопчика ніхто не вчив геометрії і тим не менше за допомогою навідних запитань Сократа він приходить до точної геометричної істини, Сократ робить висновок, що геометричні істини і взагалі все справжнє знання хлопчик мав ще до народження. Таким чином шлях питань-відповідей є шляхом до істини.
Третя частина. Співрозмовники погоджуються, що чеснота — це знання, і якщо це так, то їй можна навчитися. Чеснота неможлива без поняття про добро, а все добре твориться розумом. Принесення користі може вважатися чеснотою тільки тоді, коли корисне мислиться разом з розумом. Нерозумне корисне не може вважатися чеснотою. Отже, оскільки розумності потрібно ще вчитися, доброчесність не є даром природи.
З іншого боку, це ще не означає, що чеснота — результат якоїсь особливої науки. Якщо швецтву можна навчитися у шевця, то не існує професії того, хто володіє чеснотами. Таким чином, чеснота — це не дар природи і не результат навчання. Вона — результат божественного дару, який людина отримує незалежно від власного досвіду. Чисте знання є результатом спогадів потойбічних істин, так що чеснота, будучи знанням, в своїй основі теж є результатом цього потойбічного спогаду. Чеснота нічим не відрізняється від пророчого або поетичного натхнення. Чеснотою користуються, але не розуміють чим вона є.

## Основні ідеї
Сократ дає позитивну відповідь на питання чи можна шукати те, про що не має визначення. В іншому випадку було б відсутнє пізнання та наука як такі. Проте філософ зазначає, що відповіді на питання знаходяться в самому, хто питає (частково перекликається із «Пізнай самого себе» Фалеса, яке сповідував історичний Сократ).
Окрім цього, апорія потрібна для пізнання. На прикладі із невченим хлопчиком-рабом, якого примушують вирішити геометричну проблему, Сократ за допомогою правильних запитань доводить, що хлопчик має певні знання геометрії, хоча його цьому й не вчили (для порівняння у Канта: загально діючі правила, зокрема, ті, що стосуються геометрії, містяться в структурі свідомості людини).
За допомогою такого припущення Платон долає релятивізм і суб'єктивізм софістів: ідеї у всіх людей однакові, оскільки живить їх одне джерело — світ вічних ідей — ейдосів.